# 鳳楠路
鳳楠路（Fongnan Rd.）是高雄市楠梓區的南北向重要市區道路，本道路屬市道183號，因連結鳳山、楠梓兩地而得名。起端銜接建楠路（為Y字路口），前方左轉可到楠梓車站，末端抵興西路口接國道一號楠梓交流道，往南續行仁武區鳳仁路。是楠梓市區往來國道一號的主要道路、及鳳山區與楠梓區兩地之間的長途重要路段之一。

## 行經行政區域
（由北至南）
- 楠梓區

## 沿線設施
（由北至南）
- 大同3C展售中心高雄楠梓門市
- 燦坤3C楠梓店
- Order歐德系統傢俱楠梓店
- 感恩婦產科診所
- 建霖耳鼻喉科診所
- 中陽老人服務協進會（鳳楠路238之1號）
- 台南阿國鵝肉楠梓店
- 7-Eleven好事登門市
- 三媽臭臭鍋楠梓店
- 天主教聖德托兒所
- 高雄市楠梓區楠陽國小
- 台灣中小企業銀行仁大分行
- 台灣中油楠都加油站（楠陽路115號）
- 台亞石油楠梓交流道加油站
- 楠梓交流道

## 公車資訊
- 港都客運
  - 6 左營南站－萬金路
  - 7 加昌站－樹德科技大學－高雄師範大學燕巢校區
  - 29 左營南站－捷運都會公園站－楠梓區公所
- 南台灣客運
  - 28 加昌站－楠梓區公所－高雄火車站
  - 紅58 捷運都會公園站－國立高雄第一科技大學
  - 紅60 加昌站－大社－仁武－高鐵左營站

## 公共自行車
- 高雄市公共自行車租賃系統：
  - 楠陽國小：鳳楠路205號(對側人行道)
  - 鳳楠經建路口：鳳楠路88號(前人行道)